# Pável Stróganov
El conde Pável Aleksándrovich (Alejandro) Stróganov (en ruso: Павел Александрович Строганов) (*7 de junio de 1774-10 de junio de 1817) fue un militar ruso, así como hombre de Estado, comandante general, general adjunto a Alejandro I de Rusia.

## Biografía
Fue miembro del Comité Privado que formó el gobierno de la reforma de Alejandro I. Se casó, en 1793, con la princesa Sofía Vladímirovna Golítsina (1775-1845). Comandó una división de infantería en las guerras napoleónicas, participando con su hijo Alejandro en la batalla de Leipzig y en la batalla de Craonne, donde Alejandró murió. 
Fue nombrado caballero de segunda clase de la Orden de San Jorge.
- Datos: Q922671
- Multimedia: Pavel Alexandrovich Stroganov / Q922671